# 2020年東京オリンピックのサッカー競技

男女参加国(緑)、男子参加国(青)、女子参加国(赤)

2020年東京オリンピックのサッカー競技（2020ねんとうきょうオリンピックのサッカーきょうぎ）について、本記事では述べる。

## 概要
大会はサッカーの国際競技連盟である国際サッカー連盟（FIFA）の管轄の下実施される。前回同様、女子はフル代表で行うが、男子は新型コロナウイルスの影響による大会延期のため、従来の23歳以下ではなく24歳以下の選手で行うこととなった（詳細は後述）。また選手登録にも特例が設けられた（後述）。

## 参加資格
男子競技については、1997年1月1日以降に生まれた選手（後述注）が原則であるものの、各チーム3名を上限にこの年齢制限を超える選手（オーバーエイジ）も登録できる。女子競技については年齢の制限はない。

### 本大会延期に伴う男子競技年齢制限の扱い
オリンピック男子サッカー競技については1992年大会から、原則として本大会の年に23歳になる、あるいはそれ以下の年齢の選手のみが出場できるという年齢制限が設定されている。今大会については新型コロナウイルスによる影響で1年程度の延期が決まったため、当初制定された規定「1997年1月1日以降に生まれた選手」のまま実施する（すなわち今大会については、本大会の年に24歳になる選手まで出場可能とする）のか、これが1年動かされるのかについてFIFAの新型コロナウイルスによる影響への対応を協議する作業部会において議論が行われ、規定「1997年1月1日以降に生まれた選手」を維持して24歳の選手まで出場可能とするのが望ましいとする結論がFIFA評議会事務局に提出された。

### 選手登録の特例
本大会出場権を得た各チームは、事前に暫定登録として選手50人を登録し、その後その中から18名の選手（うち最低2名はゴールキーパー）を登録しなければならない。これに加えて最大4名の予備選手を登録することもできる（予備選手は、18名の選手に負傷者が出た場合などに、国際サッカー連盟(FIFA)と国際オリンピック委員会(IOC)の許可を得て代わりに登録できる）ものとされていた。
しかし新型コロナウイルスの影響によるチームの負担を考慮し、男女ともに選手の数については「各チームとも18人で大会期間中に負傷者などが出た場合などに限ってバックアップメンバーとの交替が認められる」との通常のルールを今大会のみの例外的なルールとして、「バックアップメンバーというカテゴリーをなくし、登録メンバーを22人とするが、ベンチに入れる選手の人数は18人のまま変更がなく、試合ごとに22人から18人のメンバーを選出し、ベンチ外の4人はスタンドで観戦する」形に変更になった。

## 競技会場
2017年7月10日のIOC理事会で、利用する会場に茨城カシマスタジアムを追加し7会場とすることが承認された。2018年5月2日のIOC理事会でこの7会場を正式決定した。
決勝は男女共に横浜国際総合競技場で開催される。当初はオリンピックスタジアムでの開催が計画されていたものの、男子は翌日に閉会式があり会場の仕様を大きく変更する必要が生じること、女子は猛暑への懸念や陸上競技開催との兼ね合いから、それぞれ競技会場を変更することとなった。
| 東京都               | さいたま市                               | 横浜市                                   |                                          |
| -------------------- | ---------------------------------------- | ---------------------------------------- | ---------------------------------------- |
| 東京スタジアム       | 埼玉スタジアム2002                       | 横浜国際総合競技場                       |                                          |
| 収容人数: 49,000     | 収容人数: 62,000                         | 収容人数: 72,000                         |                                          |
|                      |                                          |                                          |                                          |
| 鹿嶋市               | 横浜市さいたま市利府町東京都鹿嶋市札幌市 | 横浜市さいたま市利府町東京都鹿嶋市札幌市 | 横浜市さいたま市利府町東京都鹿嶋市札幌市 |
| 茨城カシマスタジアム | 横浜市さいたま市利府町東京都鹿嶋市札幌市 | 横浜市さいたま市利府町東京都鹿嶋市札幌市 | 横浜市さいたま市利府町東京都鹿嶋市札幌市 |
| 収容人数: 40,000     | 横浜市さいたま市利府町東京都鹿嶋市札幌市 | 横浜市さいたま市利府町東京都鹿嶋市札幌市 | 横浜市さいたま市利府町東京都鹿嶋市札幌市 |
|                      | 横浜市さいたま市利府町東京都鹿嶋市札幌市 | 横浜市さいたま市利府町東京都鹿嶋市札幌市 | 横浜市さいたま市利府町東京都鹿嶋市札幌市 |
| 利府町               | 横浜市さいたま市利府町東京都鹿嶋市札幌市 | 横浜市さいたま市利府町東京都鹿嶋市札幌市 | 横浜市さいたま市利府町東京都鹿嶋市札幌市 |
| 宮城スタジアム       | 横浜市さいたま市利府町東京都鹿嶋市札幌市 | 横浜市さいたま市利府町東京都鹿嶋市札幌市 | 横浜市さいたま市利府町東京都鹿嶋市札幌市 |
| 収容人数: 48,000     | 横浜市さいたま市利府町東京都鹿嶋市札幌市 | 横浜市さいたま市利府町東京都鹿嶋市札幌市 | 横浜市さいたま市利府町東京都鹿嶋市札幌市 |
|                      | 横浜市さいたま市利府町東京都鹿嶋市札幌市 | 横浜市さいたま市利府町東京都鹿嶋市札幌市 | 横浜市さいたま市利府町東京都鹿嶋市札幌市 |
| 札幌市               | 横浜市さいたま市利府町東京都鹿嶋市札幌市 | 横浜市さいたま市利府町東京都鹿嶋市札幌市 | 横浜市さいたま市利府町東京都鹿嶋市札幌市 |
| 札幌ドーム           | 横浜市さいたま市利府町東京都鹿嶋市札幌市 | 横浜市さいたま市利府町東京都鹿嶋市札幌市 | 横浜市さいたま市利府町東京都鹿嶋市札幌市 |
| 収容人数: 42,000     | 横浜市さいたま市利府町東京都鹿嶋市札幌市 | 横浜市さいたま市利府町東京都鹿嶋市札幌市 | 横浜市さいたま市利府町東京都鹿嶋市札幌市 |
|                      | 横浜市さいたま市利府町東京都鹿嶋市札幌市 | 横浜市さいたま市利府町東京都鹿嶋市札幌市 | 横浜市さいたま市利府町東京都鹿嶋市札幌市 |

## 競技日程
7月23日の開会式よりも前から競技が実施される。
| G | グループステージ | ¼ | 準々決勝 | ½ | 準決勝 | B | 3位決定戦 | F | 決勝 |

| 種目↓/日程 → | 7月21日 | 7月22日 | 7月23日 | 7月24日 | 7月25日 | 7月26日 | 7月27日 | 7月28日 | 7月29日 | 7月30日 | 7月31日 | 8月1日 | 8月2日 | 8月3日 | 8月4日 | 8月5日 | 8月6日 | 8月7日 |
| ------------ | ------- | ------- | ------- | ------- | ------- | ------- | ------- | ------- | ------- | ------- | ------- | ------ | ------ | ------ | ------ | ------ | ------ | ------ |
| 男子         |         | G       |         |         | G       |         |         | G       |         |         | ¼       |        |        | ½      |        |        | B      | F      |
| 女子         | G       |         |         | G       |         |         | G       |         |         | ¼       |         |        | ½      |        |        | B      | F      |        |

## 男子

### 出場国
| 大陸連盟                    | 予選大会               | 出場国決定日1                   | 会場1                 | 出場枠 | 出場国           | 出場回数        | FIFA Rank |
| --------------------------- | ---------------------- | ------------------------------- | --------------------- | ------ | ---------------- | --------------- | --------- |
| AFC （アジア）              | 開催国                 | 2017年9月14日 （2013年9月7日）2 | アルゼンチン          | 1      | 日本             | 7大会連続11回目 | 28        |
| AFC （アジア）              | U-23選手権             | 2020年1月8日-26日               | タイ                  | 3      | 韓国             | 9大会連続11回目 | 39        |
| AFC （アジア）              | U-23選手権             | 2020年1月8日-26日               | タイ                  | 3      | サウジアラビア   | 6大会ぶり3回目  | 65        |
| AFC （アジア）              | U-23選手権             | 2020年1月8日-26日               | タイ                  | 3      | オーストラリア   | 3大会ぶり8回目  | 41        |
| CAF （アフリカ）            | U-23ネイションズカップ | 2019年11月8日-22日              | エジプト              | 3      | エジプト         | 2大会ぶり12回目 | 46        |
| CAF （アフリカ）            | U-23ネイションズカップ | 2019年11月8日-22日              | エジプト              | 3      | コートジボワール | 3大会ぶり2回目  | 59        |
| CAF （アフリカ）            | U-23ネイションズカップ | 2019年11月8日-22日              | エジプト              | 3      | 南アフリカ共和国 | 2大会連続3回目  | 75        |
| CONCACAF （北中米カリブ海） | 北中米カリブ海予選     | 2021年3月18日-30日3             | メキシコ              | 2      | メキシコ         | 3大会連続12回目 | 11        |
| CONCACAF （北中米カリブ海） | 北中米カリブ海予選     | 2021年3月18日-30日3             | メキシコ              | 2      | ホンジュラス     | 4大会連続5回目  | 67        |
| CONMEBOL （南米）           | 南米予選               | 2020年1月18日-2月9日            | コロンビア            | 2      | アルゼンチン     | 2大会連続9回目  | 8         |
| CONMEBOL （南米）           | 南米予選               | 2020年1月18日-2月9日            | コロンビア            | 2      | ブラジル         | 4大会連続14回目 | 3         |
| OFC （オセアニア）          | オセアニア予選         | 2019年9月21日-10月5日           | フィジー              | 1      | ニュージーランド | 2大会ぶり3回目  | 122       |
| UEFA （ヨーロッパ）         | U-21選手権             | 2019年6月16日-30日              | イタリア · サンマリノ | 4      | スペイン         | 2大会ぶり11回目 | 6         |
| UEFA （ヨーロッパ）         | U-21選手権             | 2019年6月16日-30日              | イタリア · サンマリノ | 4      | ドイツ           | 2大会連続10回目 | 12        |
| UEFA （ヨーロッパ）         | U-21選手権             | 2019年6月16日-30日              | イタリア · サンマリノ | 4      | ルーマニア       | 14大会ぶり4回目 | 43        |
| UEFA （ヨーロッパ）         | U-21選手権             | 2019年6月16日-30日              | イタリア · サンマリノ | 4      | フランス         | 6大会ぶり13回目 | 2         |
| 合計                        |                        |                                 |                       | 16     |                  |                 |           |

- ^1 出場国決定日・会場は、最終的にそれが決まる大会のものを示しており、それ以前に別の会場で予選大会等が開催される場合もある（詳細は各記事を参照）。
- ^2 前者は出場枠（開催国が自動的に出場権を得ること）の発表日、後者は開催国の決定日。
- ^3 当初は2020年3月20日-4月1日に開催される予定であった[19]ものの、新型コロナウイルス感染症の流行を受け、2020年3月13日、CONCACAFは延期を発表した[20]。2021年1月、CONCACAFは3月に開催することを発表した[21]。

## 女子

### 出場国
| 大陸連盟                    | 予選大会           | 出場国決定日4                       | 会場4               | 出場枠 | 出場国           | 出場回数       | FIFA Rank |
| --------------------------- | ------------------ | ----------------------------------- | ------------------- | ------ | ---------------- | -------------- | --------- |
| AFC （アジア）              | 開催国             | 2017年9月14日 （2013年9月7日）5     | アルゼンチン        | 1      | 日本             | 2大会ぶり5回目 | 11        |
| AFC （アジア）              | アジア予選         | 2020年3月6日-11日 2021年4月8日-13日 | （ホーム&アウェー） | 2      | オーストラリア   | 2大会連続4回目 | 9         |
| AFC （アジア）              | アジア予選         | 2020年3月6日-11日 2021年4月8日-13日 | （ホーム&アウェー） | 2      | 中華人民共和国   | 2大会連続6回目 | 14        |
| CAF （アフリカ）            | アフリカ予選       | 2020年3月5日-10日                   | （ホーム&アウェー） | 1.56   | ザンビア         | 初出場         | 104       |
| CONCACAF （北中米カリブ海） | 北中米カリブ海予選 | 2020年1月28日-2月9日                | アメリカ合衆国      | 2      | アメリカ合衆国   | 7大会連続7回目 | 1         |
| CONCACAF （北中米カリブ海） | 北中米カリブ海予選 | 2020年1月28日-2月9日                | アメリカ合衆国      | 2      | カナダ           | 4大会連続4回目 | 8         |
| CONMEBOL （南米）           | コパ・アメリカ     | 2018年4月4日-22日                   | チリ                | 1.56   | ブラジル         | 7大会連続7回目 | 7         |
| CONMEBOL （南米）           | コパ・アメリカ     | 2018年4月4日-22日                   | チリ                | 1.56   | チリ             | 初出場         | 37        |
| OFC （オセアニア）          | ネイションズカップ | 2018年11月18日-12月1日              | ニューカレドニア    | 1      | ニュージーランド | 4大会連続4回目 | 22        |
| UEFA （ヨーロッパ）         | ワールドカップ7 8  | 2019年6月7日-7月7日                 | フランス            | 3      | オランダ         | 初出場         | 3         |
| UEFA （ヨーロッパ）         | ワールドカップ7 8  | 2019年6月7日-7月7日                 | フランス            | 3      | スウェーデン     | 7大会連続7回目 | 5         |
| UEFA （ヨーロッパ）         | ワールドカップ7 8  | 2019年6月7日-7月7日                 | フランス            | 3      | イギリス         | 2大会ぶり2回目 | 6         |
| 合計                        |                    |                                     |                     | 12     |                  |                |           |

- ^4 出場国決定日・会場は、最終的にそれが決まる大会のものを示しており、それ以前に別の会場で予選大会等が開催される場合もある（詳細は各記事を参照）。
- ^5 前者は出場枠（開催国が自動的に出場権を得ること）の発表日、後者は開催国の決定日。
- ^6 CAF予選2位チーム（ カメルーン）とCONMEBOL予選2位チーム（ チリ）による大陸間プレーオフを行う。大陸間プレーオフはホーム・アンド・アウェー方式で2020年4月9日・15日に行われる予定であった[24]ものの、新型コロナウイルスの流行を受けて延期が決定された[25]。2021年2月、FIFAは大陸間プレーオフを4月に開催することを発表した[26]。
- ^7 同大会におけるUEFA所属チームのうち上位3チームが出場権を得る。
- ^8 当大会においては、前大会では編成が断念された イギリス女子代表が編成される可能性が表明されており、予選（2019 FIFA女子ワールドカップ）においては イングランドの成績によって出場できるかが決定されることが取り決めされた[27][28]  （ スコットランドもワールドカップに出場するが、オリンピックの出場権に関してはスコットランドの成績は反映されない）。

#### 大陸間プレーオフ
新型コロナウイルス感染症の流行の影響を受け、大陸間プレーオフは2試合とも中立地（トルコ）で行うこととした。
| 2021年4月10日 UTC+3 |

| カメルーン · （CAF第2代表） | 1 - 2 | チリ · （CONMEBOL第2代表） |
|                             |       |                            |

| Arslan Zeki Demirci Stadium（トルコ・アンタルヤ県） |

| 2021年4月13日 UTC+3 |

| チリ | 0 - 0 | カメルーン |
|      |       |            |

| Arslan Zeki Demirci Stadium（トルコ・アンタルヤ県） |

チリがオリンピックに出場。

## 競技結果
| 種目 | 金 | 銀 | 銅 |
| ---- | --- | --- | --- |
| 男子 | ブラジル (BRA) サントス ガブリエウ・メニーノ ジエゴ・カルロス リカルド・グラッサ ドウグラス・ルイス ギリェルミ・アラーナ パウリーニョ ブルーノ・ギマランイス マテウス・クーニャ リシャルリソン アントニー ブレンノ ダニ・アウベス ブルーノ・フックス ニーノ アブネル マウコム マテウス・エンリキ レイニエル クラウジーニョ ガブリエウ・マルティネリ ルカン | スペイン (ESP) ウナイ・シモン オスカル・ミンゲサ マルク・ククレジャ パウ・トーレス ヘスス・バジェホ マルティン・スビメンディ マルコ・アセンシオ ミケル・メリーノ ラファ・ミル ダニ・セバージョス ミケル・オヤルサバル エリック・ガルシア アルバロ・フェルナンデス カルロス・ソレール ホン・モンカヨラ ペドリ・ゴンサレス ハビ・プアド オスカル・ヒル ダニ・オルモ フアン・ミランダ ブライアン・ヒル イバン・ビジャール                                                                 | メキシコ (MEX) ルイス・マラゴン ホルヘ・サンチェス セサル・モンテス ヘスス・アングロ ホアン・バスケス ブラディミル・ロローニャ ルイス・ロモ カルロス・ロドリゲス エンリ・マルティン ディエゴ・ライネス アレクシス・ベガ アドリアン・モラ ギジェルモ・オチョア エリック・アギーレ ウリエル・アントゥナ ホアキン・エスキベル セバスティアン・コルドバ エドゥアルド・アギーレ リカルド・アングロ フェルナンド・ベルトラン ロベルト・アルバラード セバスティアン・フラド |
| 女子 | カナダ (CAN) ステファニ・ラベ アリーシャ・チャプマン カデイシャ・ブキャナン シェリナ・ザドースキー レベッカ・クイン ディアン・ローズ ジュリア・グロッソ ジェード・リビエール アドリアナ・レオン アシュリー・ローレンス デジリー・スコット クリスティン・シンクレア エブリーヌ・ビアン バネッサ・ジル ニシェル・プリンス ジャニン・ベッキー ジェシー・フレミング ケイレン・シェリダン ジョーディン・ハイテマ ソフィー・シュミット ガブリエル・カルル エリン・マクレオド | スウェーデン (SWE) ヘドビグ・リンダール ヨンナ・アンデション エマ・チュルベリ ハンナ・グラス ハンナ・ベニソン マグダレナ・エリクソン マデレン・ヤノユ リナ・フルティグ コソバレ・アスラニ ソフィア・ヤコブソン スティナ・ブラクステニウス イェニフェル・ファルク アマンダ・イレステト ナタリー・ビョルン オリビア・スクーグ フィリッパ・アンイェルダール カロリーネ・セーゲル フリドリナ・ロルフォ アンナ・アンベゴールト ユリア・ロダル レベッカ・ブロムクビスト ゼチラ・ムショビッチ | アメリカ合衆国 (USA) アリッサ・ネイハー クリスタル・ダン サマンサ・ミュイス ベッキー・サワーブラン ケリー・オハラ クリスティ・ミュイス トビン・ヒース ジュリー・アーツ リンジー・ホーラン カーリー・ロイド クリステン・プレス ティアーナ・デービッドソン アレックス・モーガン エミリー・ソネット ミーガン・ラピノー ローズ・ラベル アビー・ダールケンパー アドリアナ・フランチ カタリナ・マカリオ ケーシー・クルーガー リン・ウィリアムズ ジェーン・キャンベル       |

## 国・地域別のメダル獲得数
| 順   | 国・地域             | 金 | 銀 | 銅 | 計 |
| ---- | -------------------- | -- | -- | -- | -- |
| 1    | ブラジル (BRA)       | 1  | 0  | 0  | 1  |
| 1    | カナダ (CAN)         | 1  | 0  | 0  | 1  |
| 3    | スペイン (ESP)       | 0  | 1  | 0  | 1  |
| 3    | スウェーデン (SWE)   | 0  | 1  | 0  | 1  |
| 5    | メキシコ (MEX)       | 0  | 0  | 1  | 1  |
| 5    | アメリカ合衆国 (USA) | 0  | 0  | 1  | 1  |
| 合計 | 合計                 | 2  | 2  | 2  | 6  |

## 備考
- 2021年8月7日、男子サッカーのメダル授与式が行われたが、ブラジルの男子サッカー代表チームが同国選手団がメダル授与式などで着用するよう義務付けられているピーク・スポーツ社製の公式ユニホームを着ずに腰に巻いていたためブラジル・オリンピック委員会が批判したと報じられた[35]。

### 大会規定
- REGULATIONS for the Olympic Football Tournaments Games of the XXXII Olympiad Tokyo 2020（国際サッカー連盟発行、アジアサッカー連盟公式サイト）